# Władysław Mierzyński
Władysław Mierzyński (ur. 11 stycznia 1901 w Moskwie, zm. 24 marca 1944 w Mittelbau-Dora) – polski dyplomata i urzędnik konsularny.
Syn Stanisława herbu Jastrzębiec i Zofii Jarochowskiej z Jaroch h. Przerowa. Od 1922 zatrudniony w polskiej służbie zagranicznej m.in. pełniąc funkcje – kier. konsulatu w Rydze (1923-1926), sekretarza Konsulatu RP w Lipsku (1926-1928), wicekonsula Konsulatu w Hamburgu (1928-1929), wicekonsula i kierownika Konsulatu w Kwidzynie (1929-1931), sekretarza Ambasady w Paryżu (1933-1936), konsula i kierownika konsulatu w Lyonie (1937-1940). Aresztowany przez Niemców w Lyonie we wrześniu 1943 został wywieziony do filii obozu koncentracyjnego w Buchenwaldzie – w Mittelbau-Dora (nr obozowy: 44227), gdzie zmarł.
Kawaler Orderu Legii Honorowej od 1938 roku. Odznaczony Złotym Krzyżem Zasługi w 1939 roku.